# Pileostegia tomentella
Pileostegia tomentella là một loài thực vật có hoa trong họ Tú cầu. Loài này được Hand.-Mazz. miêu tả khoa học đầu tiên năm 1922.